# Absdorf
Absdorf osztrák mezőváros Alsó-Ausztria Tullni járásában. 2022 januárjában 2300 lakosa volt.

## Elhelyezkedése

Absdorf a Tullni járásban

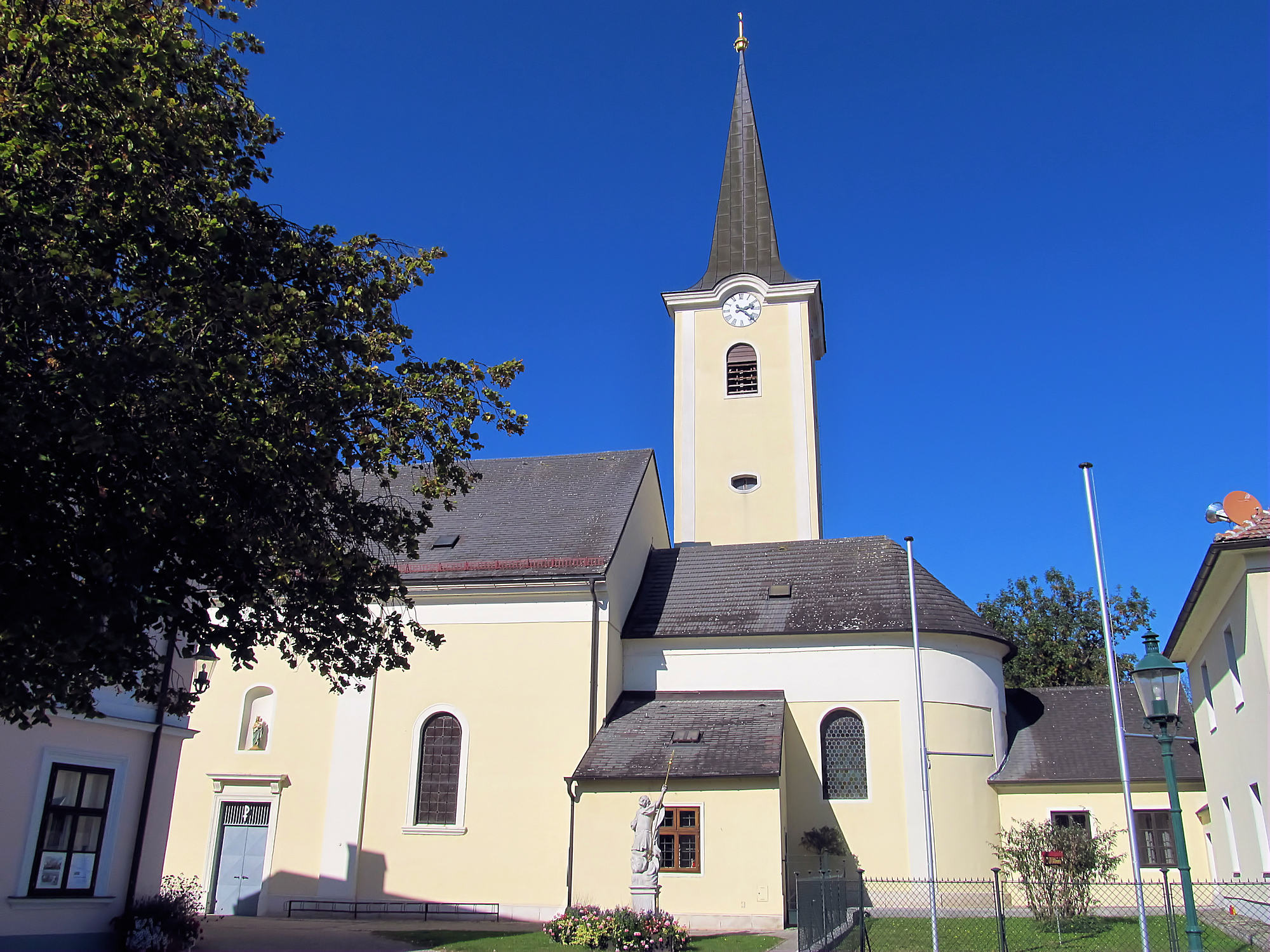
A Szt. Móric-plébániatemplom

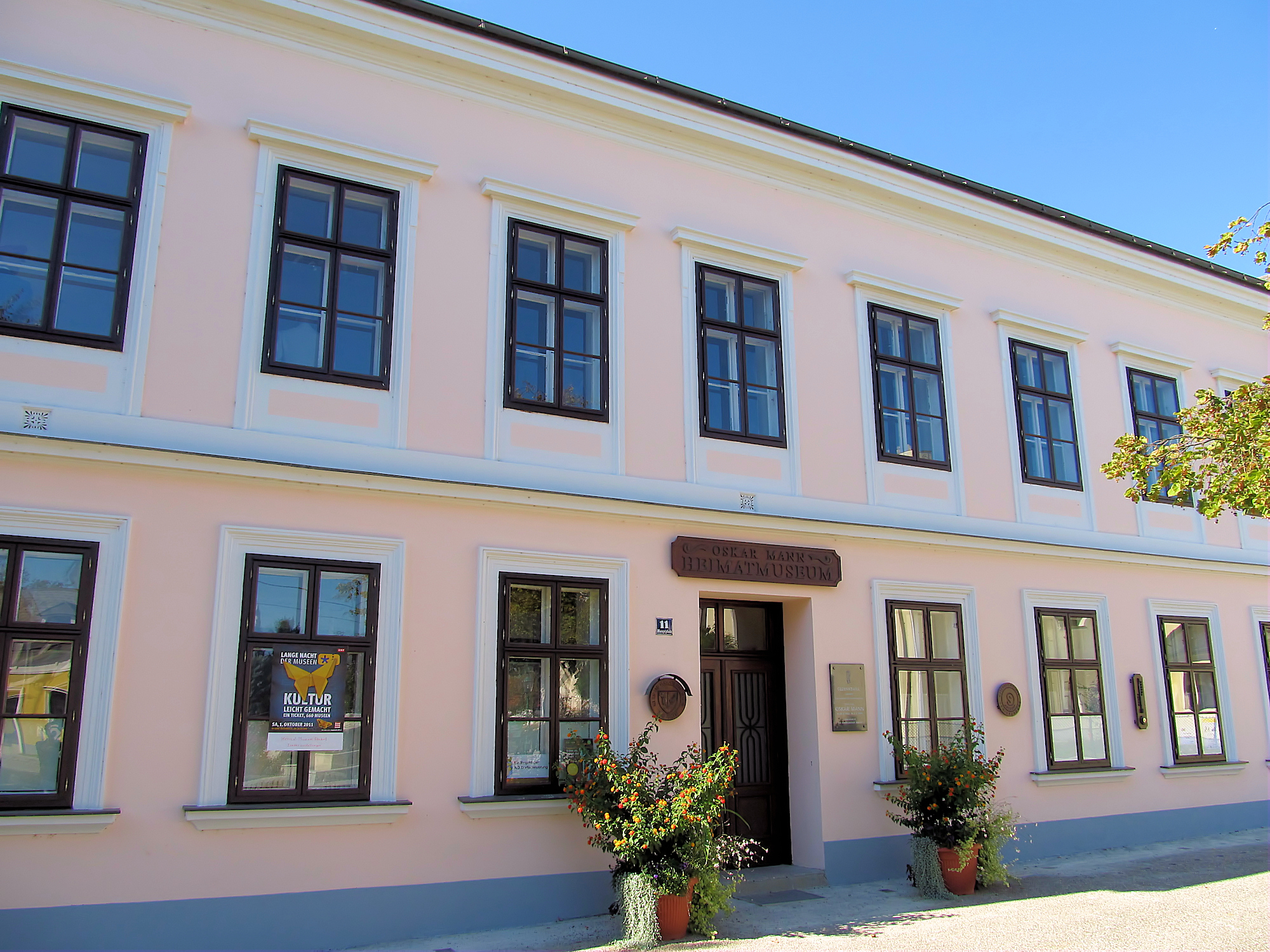
A helytörténeti múzeum

Absdorf a tartomány Weinviertel régiójában fekszik a Dunától északra a Tullni-medencében, a Schmida folyó mentén. Területének 13,2%-a erdő, 72,9% áll mezőgazdasági művelés alatt. Az önkormányzat két települést egyesít: Absdorfot és Absberget.
A környező önkormányzatok: délkeletre Tulln an der Donau, nyugatra Königsbrunn am Wagram, északra Großweikersdorf, északkeletre Stetteldorf am Wagram, keletre Hausleiten. 	

## Története
Absdorfot 864-ben említik először, amikor Jámbor Lajos király a bajorországi niederalteichi apátságnak adományozta. 1011-ben II. Henrik megerősítette az adományt. Eredeti neve, az Abbatesdorf ("apátfalva") is a kolostori birtokra utal. Akkor már állt Szt. Móricnak szentelt temploma és malommal is rendelkezett. Jövedelme elsősorban az itt termelt bor kereskedelméből származott. 1570-ben az apátság eladta itteni birtokait Heinrich von Hardegg grófnak. Halála után özvegye, Anna Maria von Hardegg 1588-ban kastélyt építtetett Absdorfban. 1617-ben Sigmund Ludwig von Polhaimb szerezte meg a birtokot, de 13 évvel később ismét a Hardeggek vásárolták meg és övék is maradt a feudélis birtokrendszer 1848-as eltörléséig.
A harmincéves háború során a környező gazdaságokat teljesen elpusztították, a szőlőket betegség tizedelte meg. 1809. augusztus 9-én. Napóleon francia császár Absdorfban éjszakázott. 1833-ban Oberabsdorfban 80 házat és 93 családot számláltak meg, akikhez 54 ló, 1 ökör, 120 tehén, 775 birka és 65 disznó tartozott. A kisebb Unterabsdorfban 54 héz és 67 család, valamint 51 ló, 2 ökör, 119 tehén, 142 birka és 101 disznó volt található. A lakosság mezőgazdaságból élt, jelentős volt a szőlő- és gyümölcstermelés, de termesztettek sáfrányt is. A falut többször elárasztotta a Duna és a Schmida árja. 1848-ban megalakult az Ober- és Unterabsdorfot magába foglaló Absdorf község.
1870-ben a Ferenc József-vasút megépülésével Absdorfból fontos vasúti csomópont vált. 1872-ben elkészült a Krems felé vezeő szárnyvonal, 1904-ben pedig az Absdorf-Stockerau vonal. Az állomás 160 embernek nyújtott munkát.
A második világháború után megkezdték a Schmida szabályozását, amely 1957-ben fejeződött be. 1964-ben Absdorfot mezővárosi rangra emelték.

## Lakosság
Az absdorfi önkormányzat területén 2022 januárjában 2300 fő élt. A lakosságszám 1981 óta gyarapodó tendenciát mutat. 2020-ban az ittlakók 88%-a volt osztrák állampolgár; a külföldiek közül 1,5% a régi (2004 előtti), 5,2% az új EU-tagállamokból érkezett. 4,4% az egykori Jugoszlávia (Szlovénia és Horvátország nélkül) vagy Törökország, 0,9% egyéb országok polgára volt. 2001-ben a lakosok 86%-a római katolikusnak, 5,5% mohamedánnak, 5,4% pedig felekezeten kívülinek vallotta magát. Ugyanekkor 4 magyar élt a mezővárosban; a legnagyobb nemzetiségi csoportokat a németek (91,2%) mellett a szerbek (1,7%), a törökök (1,6%) és a horvátok (1,2%) alkották.
A népesség változása:

| 2016 | 1 929 |
| 2018 | 2 087 |

## Látnivalók
- a Szt. Móric-plébániatemplom
- a helytörténeti múzeum

## Fordítás
- Ez a szócikk részben vagy egészben  az   Absdorf című német Wikipédia-szócikk ezen változatának fordításán alapul.  Az eredeti cikk szerkesztőit annak laptörténete sorolja fel. Ez a jelzés csupán a megfogalmazás eredetét és a szerzői jogokat jelzi, nem szolgál a cikkben szereplő információk forrásmegjelöléseként.